# ガソリン直噴エンジン
ガソリン直噴エンジン（ガソリンちょくふんエンジン、英語：Gasoline Direct injection engine）とは、燃料であるガソリンをシリンダー内に、高圧で直接噴射するガソリンエンジンのことである。「筒内噴射」方式と呼ばれる。

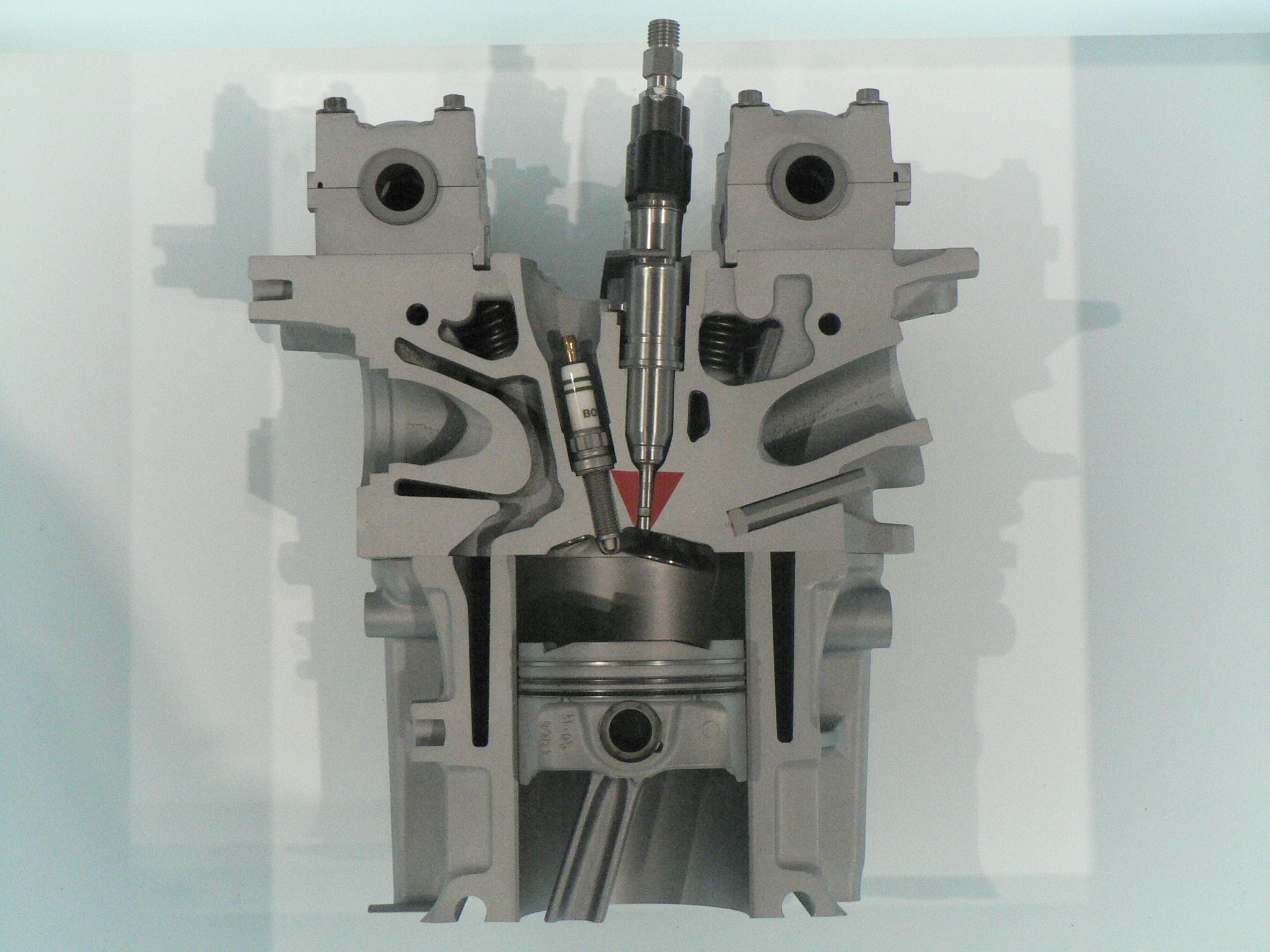
ガソリン直噴エンジン（BMW N53）

## 概要
50から350気圧という高圧のガソリンを、エンジンの吸気行程から圧縮行程にかけてインジェクターからシリンダー内に直接噴射し、点火プラグによる火花放電により着火するものである。世代によって、以下の分類がなされる。
- 第一世代（自然吸気で成層燃焼）：リーンバーンによる燃費改善
- 第二世代（自然吸気で均質燃焼）：直噴による冷間始動時の排出ガス改善
- 第三世代（過給吸気で均質燃焼）：ダウンサイジングコンセプトによる燃費改善
- 第四世代（自然吸気で成層燃焼）：混合気形成に新技術を使用し、リーンバーンによる燃費改善

### 成層燃焼
シリンダー内の気流を利用して、点火プラグ付近に燃焼可能な混合比の層（成層燃焼）を形成することで、シリンダー内全体としては空燃比20:1から55:1の超リーンバーンを可能にしている。リーンバーンにより、以下の理由で燃費が向上する。
1. ポンピングロスの低減
2. 比熱比改善
3. 冷却損失改善

また、高負荷時は出力空燃比(12:1)付近での燃焼（均質燃焼）へ切り替えて吸気行程でガソリンを噴射する。この際、ガソリンの気化熱によりシリンダー内の吸気が冷却されることで充填効率（酸素濃度）が向上し、高出力が得られる。
燃焼モード切替時（超希薄空燃比 ⇔ 理論空燃比）には必要とする吸入空気量に大きな差があり、また切り替え時のトルク変動を抑えるため、スロットルバルブの動作には、電子制御スロットルを用いる場合がほとんどである。
希薄燃焼時の排出ガスは酸素過多の状態にあり、従来の三元触媒ではNOxの還元作用が期待できず、リーンバーン時にはNOxを吸蔵し、理論空燃比よりもリッチな状態になった場合に還元するNOx還元触媒が必要となる。
排ガス規制の緩かった初期のガソリン直噴エンジン車では、鼻を突く独特な匂いの排出ガスを出すものがある。

### 均質燃焼
理論空燃比下での燃焼（ストイキオメトリ燃焼）を行い、燃費や出力の向上だけでなく低排出ガス化を図ったガソリン直噴エンジンも増えた。希薄燃焼を行わない場合でも燃費に有効なのは、
1. 過給吸気を利用し、エンジンの排気量を小型化するダウンサイジングコンセプトと相性が良いこと
2. 高圧縮比化が可能
3. 耐ノック性の向上

によるものである。

## 特色

### 利点
出力向上
ポート噴射エンジンと比較して圧縮比を高くできる。これは、ガソリン直噴エンジンでは燃料噴射前はディーゼル機関と同様に空気のみを圧縮するのでノッキングを起こしにくいこと、さらに燃料噴射後の燃料が気化熱を吸収することで筒内温度がポート噴射に比べ下がることによる。その結果、全回転域でのトルクを高められ、高効率すなわち低燃費と出力向上との両立が実現しやすい。
燃料消費削減と高出力＆軽量化の両立が出来る事からレース用エンジンとしての採用も増えつつあり、例えばトップカテゴリーであるF1の2014年からのパワーユニットは、ガソリン直噴のV型6気筒1.6 Lシングルターボエンジンを使用するものに限定されている。
ダウンサイジング
上記の耐ノック性を活かしたものとして、過給機を利用したエンジン排気量および気筒数の大幅削減が挙げられる。ドイツのフォルクスワーゲンの主軸となっているダウンサイジングコンセプト（TSI）がこの代表例である。
排気量・気筒数を少なくして機械損失と熱損失を減らしたガソリン直噴エンジンにターボチャージャーなどの過給機を組み合わせることで、大排気量の自然吸気エンジンと同等の動力性能を確保したまま巡航時の燃費を向上させるエンジン設計が、この方式の肝となっている。類似点が多いディーゼルエンジンも過給機との相性がよく、ディーゼルエンジンのノウハウに卓越しているヨーロッパメーカーらしいエンジンとも言える。
なおポート噴射エンジンでも過給吸気は可能であるが、ノッキング対策による効率（圧縮比）低下と熱問題のための無駄な燃料消費とにより、燃費向上を狙ったダウンサイジングコンセプトに不利となるため、ガソリン直噴エンジンに多用される技術である。
排気ガス低減
ポート噴射エンジンと比べ、エンジン始動直後の冷間時には燃料の気化・霧化に優れるため、排気ガス低減に寄与する。
またポート噴射よりも直噴の方が排気温度の制御が行いやすいため、冷間時の触媒の温度上昇を速めるように制御できることも、排気ガスの有害成分低減に寄与する。

### 欠点
製造費用が高い
高温・高圧に耐える高圧の噴射ポンプとインジェクター、特殊な形状（冠面がくぼんだ）のピストンなどを必要とするため、エンジン全体の製造に必要な費用が上がる。
なお、熟成が進んだポート噴射式の燃料噴射装置はこの限りではなく、現在では安価に生産できる。
煤による不具合
排気ガス悪化
筒内で混合気を作り出す関係で、ポート噴射エンジン以上に均一な霧化が難しく、結果として高圧多孔インジェクターで強制的に霧化させている。ポート噴射エンジンでは、液体のままポート壁面に付着した燃料も時間をかけて気化されるが、直噴エンジンでは燃料噴射後に気化する時間が十分にないため、混合比にムラが発生し黒煙発生の元となる。
通常のガソリンエンジンに比べ、ガソリン由来のPM2.5（粒子状物質）の排出量が5 - 10倍以上あるため、対策が必要とされている。2019年の国土交通省の発表によると、その量はディーゼルを凌ぐという。また下記のようなすす（カーボン）由来の問題を発生させる。
オイル汚れ
上記のススの一部は燃焼室内に残留してエンジンオイルによって回収されるためオイル汚れが激しいので、ポート噴射式に比べてオイル交換サイクルを短くしたほうがよい。実際、GDIエンジンが登場した当時は現在のオイルほど清浄分散剤（すすなどを微粒化させる）の添加量がなかったために、主にこの配合量を増やした「GDIエンジン専用オイル」なるものが三菱のGDI車用純正オイルとして使用されていた。この問題と三菱の不祥事が起因する経営不振が、GDIを主力エンジンとするプロジェクトを頓挫させる原因となった。
現在一般的に販売されている規格のオイル（SJ以上）ではどのオイルを使ってもほとんど問題はない。BMWやフォルクスワーゲンでは、メーカー指定オイルを使用する場合に限り、他のガソリンエンジン同様の長期交換を指定している。
燃焼室内における煤の堆積
ポート噴射式エンジンに比べて、シリンダー内にガソリンの燃えカスが溜まることが多い。40:1を超える超希薄燃焼ではすすが発生しやすく、その煤がインジェクターノズルに付着すると適正な燃料噴射ができなくなることが主な原因である。さらに、ポート噴射式に比べ燃料噴射のコントロールがシビアで、燃料の噴射量や噴霧形状が狂うと更に煤が発生しやすくなるという悪循環が発生してしまう。
吸気系における煤の堆積
吸気側への燃焼ガスの吹き返し（主にオーバーラップ時に発生）により、インテークマニホールド - 吸気バルブ間にカーボンが堆積する。通常のポート噴射エンジンでは、オーバーラップによる吹き返しなどでインテークマニホールド - 吸気バルブ間に堆積したカーボンを、噴射された燃料が洗い流し、混合気と一緒に吸い込み燃焼する。しかし直噴エンジンではマニホールドからバルブまでの間には燃料が噴射されず、たとえ燃料添加剤やハイオクガソリンを使用してもこれらで謳われるインテークマニホールド - バルブ間の洗浄作用は働かず、この間に付着した汚れを落とすことはできない。
このため吸気系にカーボンがより堆積し易く、渦流生成用バルブにカーボンが付着してバルブが故障し、必要な渦流が発生しないため燃料がうまく空気と混合せず異常燃焼を起こしたり、点火プラグが燻るなどしてエンジン不調に陥る事例もある。また、バルブとバルブシートの当たりが悪くなり、極端なパワーダウンなど、燃焼室が密閉されないことで発生するトラブルも起こりうる。
燃焼安定性の悪化
燃焼室内に煤が付着すると燃料の気化速度が狂ってしまう。主な症状としてはエンスト、アイドリングの不安定、異常な黒煙、不安定なエンジン音、出力の低下、燃費の悪下などである。
新型のエンジンでは、ピストントップと燃焼室形状の最適化や、インジェクターの改良、フィードバック制御の高度化などによりそれらの症状が出ることは少なくなったが、いまだに耐久性や信頼性、整備性にはいささか疑問が残る。例えば、日本国内では直噴を採用しているモデルでも、海外向けではポート噴射としている例がある。主に整備性や、仕向け地の排出ガス基準でそのような変更を行っているようである。対策として噴射および吸気バルブのタイミングを工夫し、シリンダー内のガソリンを含んだ吸気を故意にインテークに逆流させてインテーク壁面やバルブを洗浄する手法もある。
ノイズ
ガソリン直噴エンジンに欠かせない高圧インジェクターが、ノイズを発する。ガソリンエンジンの場合、元来騒音が少なく、その音が目立ってしまう。車室内ではほとんど聞こえないが、車外で聞くとカタカタ、カチカチという耳につく音となる。エンジンによってはディーゼルエンジンに近い音が聞こえる場合がある。
この問題は共通点が多いディーゼルエンジンも同様であるが、インジェクターの改良やエンジンルームの遮音・吸音材である程度は改善されている。
逆回転
ガソリン直噴エンジンは燃料装置が4ストロークディーゼルエンジンに類似している為、変速機を前進ギアに入れたまま車体を後退方向に空走させるなどの方法でクランクシャフトを逆回転させると、エンジンが逆回転を起こす可能性がある。電子制御式燃料噴射の場合はECUの内部にフェイルセーフ機構を組み込む事でこれを防ぐことが可能であるが、メルセデスベンツ・300SLのように機械式燃料噴射の場合、点火スイッチを切るだけでなくギアを入れたままブレーキを踏んでクラッチを繋ぐ等の方法で回転を強制的に止めない限りはランオンの併発で逆回転状態が停止できない可能性もある。実際に、300SLはエンジン停止の瞬間に逆回転が始まる可能性と、その対処方法が操作マニュアルに明記されていた。
しかしこのような機構上の特性は問題ばかりではなく、利点として活用される場合もある。マツダのアイドリングストップシステムであるi-stopは、アイドリング状態のエンジンが停止する寸前に圧縮工程に入ったシリンダーのみに燃料を噴射して過早点火し、瞬間的な逆回転を引き起こすことでスターターモーターを用いない再始動に適したピストン位置を実現している。

## 歴史
世界初の実用筒内直噴ガソリンエンジンとしては、第二次世界大戦中においてドイツでメッサーシュミットMe109用に開発された航空機用エンジンJumo 210Gがある。現代の自動車用エンジンとは異なり、主目的はフロート式キャブレターの弱点であった高G下での燃料の安定供給やガソリンの気化熱によるアイシング、高高度でのベーパーロックの克服と、過給機による高ブースト圧状態での高出力化のためであった。この技術はドイツのボッシュが世界に先駆けて完成させた、列型ポンプによるディーゼルエンジンの無気噴射システムの応用である。その後ダイムラー・ベンツにより開発されたDB 601エンジンがMe109に搭載されたため、直噴ガソリンエンジンとしてはこちらのほうがより有名である。またこのエンジンは日本でもライセンス生産 (川崎 ハ40、愛知 アツタ)されている。航空機用エンジンで自動車用エンジンに先んじて実用化できたのは、航空機は自動車と比較してエンジンのスロットル操作の頻度が極めて少ないからである。
戦後、ボッシュのガソリン噴射システムを自動車用としたものが、1951年に西ドイツのゴリアート2サイクル2気筒エンジンに採用され、続いて1954年にメルセデス・ベンツ・300SLのM186エンジン（直6・3000cc）に搭載されている。ただし明らかに当時の技術では無理があり、燃料ポンプは点火を止めてもエンジンが停止するまでガソリンを噴射しつづけたため、シリンダの壁面からオイルが洗い流されてしまい、頻繁なオイル交換が必要になるという問題が生じた。
1990年代以降は電子制御スロットルの技術が確立したため、三菱自動車工業のGDIを先駆けとして、各メーカーが次々と直噴エンジンを投入する事となった。三菱以外にはトヨタ自動車のD-4、本田技研工業のi-VTEC I、日産自動車のNEO Di、マツダのDISI TURBO/DISI、欧州ではフォルクスワーゲングループのFSI/TSI、メルセデス・ベンツのCGI、アルファロメオのJTSなどがある（アルファロメオJTSは三菱自動車からの技術供与によってGDIエンジンを元に開発されたもの）。
これらは初期はリーンバーン（希薄燃焼）を前提としていたため不具合や煤の問題が多く発生したが、その後技術の進歩で00年代半ばにはストイキ（理論空燃比）での直噴も可能となり弱点を克服していった。
特に海外では2000年代以降、年々厳しくなる排ガス規制や燃費基準に対応するために、均質燃焼タイプの直噴エンジンを採用するメーカーが増えてきている。また大排気量自然吸気エンジンを小排気量過給器付きエンジンに置き換えて、パワーと燃費をバランスさせる動き（ダウンサイジングコンセプト）が欧州メーカーを中心に一般化したが、その際過給器との相性が良く燃費の向上も図ることが出来る直噴技術は必要不可欠なものとなってきている。日本でも2010年代半ばからダウンサイジングコンセプトを受けた小排気量過給器付きエンジンを搭載した車種が多数登場し、今では欧州同様大衆車から高級車まで展開されている。
一方で排ガス規制等との兼合いや、メンテナンスの難しさ（カーボン発生による不具合の頻発）などから、ポート噴射再評価の機運もある。メーカーによっては直噴とポート噴射を併用し、ポート噴射でノッキングを起こさない程度の燃料を予混合し均質化した空気をシリンダーに吸入させ、シリンダー内のインジェクタノズルによって噴射した微量の燃料に点火することによって燃料を完全燃焼させるという方法で直噴エンジンの燃費のよさを活かしつつ、カーボンの発生を抑えるという工夫を凝らしている。またいわゆるストロングハイブリッドにおいては、走行中のエンジンの停止時間・再始動が多いためPMを発生させやすいこと、直噴を用いずとも十分な燃費とパワーを得られることから、ポート噴射を用いるのは古くから一般的である。
日本メーカーの動向としては、日産では一時は大排気量エンジンに直噴を積極的に採用していたが、排出ガス規制に適合するため一時期ラインナップから消滅、その後技術的進歩などによって再び採用を始めている。トヨタでは以前は一部車種の一部グレードに限定して直噴エンジンを搭載していたが、現在は主力ミニバンやコンパクトカーのコンベンショナルモデルにも広く展開している。また12代目クラウンなどに搭載されるGR型V型6気筒エンジンではポート噴射と直噴を併用するD-4Sを採用し、2010年代後半のダイナミックフォースエンジンの展開以降は2.0L以上のエンジンにD-4Sを広く採用している。レクサスブランドの車種でもGR型およびUR型エンジン、ダイナミックフォースエンジンを搭載したモデルは、信頼性が優先されるLX、GXを除きD-4Sを採用している。
マツダでは、直噴の制御性の高さを利用したアイドリングストップシステム「i-stop」、またミラーサイクルとの掛け算で圧縮比14:1を実現したSKYACTIV-Gなど積極的に展開しており、現在ではスポーツカーのロードスターも含めた全ての自社製乗用車が直噴エンジンとなっている。一方でダイハツ工業はコスト増加を嫌い、00年代半ばを除きポート噴射のみを採用し続けている。
ボッシュの開発したピエゾ式インジェクターにより数回に分けた噴射等と空間混合が可能になり、従来の成層燃焼時の問題が幾つか解決された。その技術は現在メルセデス・ベンツやBMWのエンジンに採用されている。

## 年表
第二次世界大戦中：ドイツでメッサーシュミットBf109用に開発された倒立V型12気筒航空機用エンジンJumo 210Gに使用される。
- 1951年：西ドイツのゴリアート・GP700E（英語版）およびグートブロート・スーペリア700E（英語版）が2サイクル2気筒エンジンにガソリン直噴方式を採用[9]。
- 1954年：メルセデス・ベンツ・300SLにおいてガソリン直噴エンジンが使用される。4サイクルでは市販乗用車初のインジェクション車となる。航空機用技術の流用であった。
- 1996年：三菱自動車が量産自動車世界初のリーンバーンガソリン直噴エンジンGDIエンジン (4G93) を実用化し、日本国内向けのギャランとレグナムに搭載することにより、自動車市場にガソリン直噴エンジンが復活する。その後2000年には量産自動車世界初の「ガソリン直噴＋ターボチャージャー」エンジンを開発するなど全車GDI化を目指し、後に欧州向けのカリスマやV型6気筒3.5Lの6G74エンジンなども発表したものの高い製造コストそして期待されたほど燃費性能が発揮されないこと、さらに日本国内でのNOx規制に対応できなかったことから搭載車種を徐々に減らし、2007年に製造を終了した。2017年にエクリプスクロスの4B40型エンジンで久々に直噴ガソリンエンジンが投入されたが、リーンバーンは廃止され、トヨタの「D-4S」のような直噴とポート噴射を使い分ける方式となっている。
- 1997年：日産自動車はNeo Diという名称でレパードにガソリン直噴エンジンを投入（なお2010年より日産ではガソリン直噴エンジンに「DIG」という愛称を使用している）。
- 1998年：トヨタ自動車はD4という名称でコロナプレミオにガソリン直噴エンジンを投入する。その後国内販売車種に順次採用したのに続き、2001年にはアベンシスに搭載し欧州市場にも投入する。
- 1999年：PSA（プジョー・シトロエン）、ヒュンダイ、ボルボが三菱自動車からGDI技術のライセンスを獲得し、ヒュンダイはGDIのV型8気筒エンジンを開発している。
  - ルノーが2.0 IDE (Injection Direct Essence)という名称で、メガーヌとラグナに投入する。なおルノーのシステムはリーンバーンよりむしろ、低負荷時のEGR効率を高める設計であった。
- 2000年：フォルクスワーゲンが、ルポにFSI (Fuel Stratified Injection) の名称で、直列4気筒 1.4Lのガソリン直噴エンジンを投入する。その後アウディ・A4などにもFSIエンジンを採用し、同グループ内の主流ガソリンエンジンとなる（後にターボチャージャーやスーパーチャージャーと組み合わされてTSI（アウディはTFSI）エンジンになる）。
  - PSAも三菱からライセンスを受けたGDI技術をHPiの名称で、シトロエン・C5とプジョー・406に採用する（EW10 D型エンジン、2L 16V 140hp/104kW）。
- 2002年：アルファロメオもGDIのパテントを得て、JTSという名称で156から採用し、以後同ブランドの主流ガソリンエンジンとなる。
  - ダイハツはミラに軽自動車としては初となるガソリン直噴エンジンEF-VD型を追加。これにアイドリングストップシステム「DAIHATSU STOP AND GO SYSTEM」を組み合わせることにより、30.5 km/Lという低燃費を実現させた。
- 2003年：ホンダが排ガス規制強化後、成層燃焼を可能にしたi-VTEC I[10]のK20B（直列4気筒 2.0L）をストリーム・アブソルートに採用する。しかしながら、後のストリームのフルモデルチェンジによりエンジンが変更され、2007年1月時点でiVTEC Iを搭載した車種はなくなった。
  - スズキは軽自動車初となる直噴ターボエンジンK6A型をワゴンRのスポーツグレード「RR-DI」に搭載。10・15モード燃費19.0 km/L（2WD・4AT）および超‐低排出ガス（U-LEV・★★★）認定と、直噴ターボで出力はそのままに低燃費・低排出ガスを実現した。
  - ダイハツが東京モーターショーに参考出品したコンセプトモデルaiに、ユニフロースカベンジング方式（後述）の2サイクルエンジンを搭載。これは軽自動車の小排気量でトルクを確保するものであった。車体ともども商品化は果たされていない。
  - BMWはガソリン直噴のV型12気筒エンジン、N73型を発表。このエンジンは当初リーンバーンではなかったが、2006年に第2世代に進化した直列6気筒のN52型ではリーンバーンとし、総合燃費も向上している。
- 2004年：ゼネラルモーターズは2002年中にガソリン直噴エンジンのフルラインナップ化を計画するが、この年にやっと3機種が投入された。直列4気筒 2.2L Ecotec, 155 hp (116 kW) をオペル・ベクトラとオペル・シグナムに搭載。翌年には直列4気筒 2L Ecotec ターボ付を、オペル・GT、サターン・スカイ・レッドラインそしてポンティアック・ソルスティス GXPに搭載。
  - いすゞ自動車は、北米市場向けSUVアクシオムにDIGE（直噴エンジン）化した 6VE1Wを投入する。
- 2005年：トヨタがレクサスGSの2GR-FSE（V型6気筒 3.5L）でD-4Sと呼ばれる、筒内直接噴射用インジェクターとポート噴射用インジェクターの両方を搭載し、状況に応じて2つのインジェクターを組み合わせることができる技術を世界で初めて採用。
  - マツダがマツダスピード・アテンザにL3-VDT（直列4気筒 2.3L ターボチャージャー付）を採用し、同社初のガソリン直噴は過給器付エンジン（DISIターボ）となった。2007年にはプレマシーに自然吸気のガソリン直噴エンジン(DISI)のLF-VD（直列4気筒 2.0L）搭載モデルが追加された。
- 2006年：メルセデス・ベンツが、上記のピエゾ式インジェクターを採用した新世代の直噴エンジンCGIをCLS350に搭載した。
- 2007年：BMWが直列6気筒ガソリン直噴+ツインターボのN54エンジンを発表し、335iクーペを皮切りに、335iセダン、535i、135iにも搭載された。
  - BMWとPSAが共同で新開発した直列4気筒1.6Lツインスクロール直噴ターボチャージャー（最高出力175ps）エンジンが、まず2代目ミニ・クーパーSに搭載された。
  - スズキはセルボSRにて、「直噴ターボエンジン+マニュアルモード（7速）付CVT」という日本初の組み合わせで（10・15モード燃費 23.0km/L）を実現。
  - ゼネラルモーターズは、V型6気筒 3.6LのLLTエンジンをキャデラック・CTSとSTS、ビュイック・アンクレイブとその姉妹モデルにそれぞれ搭載した。
- 2009年：ポルシェがガソリン直噴エンジンを各モデルに投入開始。
  - フェラーリはカリフォルニアに同社初となるガソリン直噴エンジンを搭載。
- 2011年：マツダが量産ガソリンエンジンとしては世界最高となる圧縮比14:1を実現した直噴エンジンのSKYACTIV-G 1.3（P3-VPSエンジン）を、デミオに搭載。
- 2012年：スバルが初の自社製ガソリン直噴システムを採用したエンジン（FA20 DIT）を、レガシィ（5代目）に搭載。

## 主な直噴エンジン搭載車及びエンジン

### 三菱・GDI
- 三菱・ディアマンテ
- 三菱・ギャラン/アスパイア/レグナム
- 三菱・パジェロ
  - 三菱・チャレンジャー
    - 三菱・エアトレック
- 三菱・シャリオグランディス
- 三菱・ランサーセディア
  - 三菱・ランサーセディアワゴン
- 三菱・ミラージュディンゴ
- 三菱・ディオン
- 三菱・RVR

### 日産・NEO Di/DIG
- HR12DDR
  - 日産・ノート
- HR14DDe（e-POWER発電用）
  - 日産・セレナ
- MR16DDT
  - 日産・ジューク
- MR20DD
  - 日産・エクストレイル
  - 日産・セレナ
  - 日産・セントラ
  - 日産・アルティマ (L34型、中国向けのみ)
- KR15DDT
  - 日産・エクストレイル
  - 日産・ローグ
- KR20DDET（直噴とポート噴射を併用）
  - インフィニティ・QX50
  - インフィニティ・QX55
  - 日産・アルティマ
- PR25DD
  - 日産・ローグ
  - 日産・アルティマ
  - 三菱・アウトランダー
- QR20DD
  - 日産・ブルーバードシルフィ
- QR25DD
  - 日産・プリメーラ
- QG18DD
  - 日産・ブルーバード
  - 日産・プリメーラ
  - 日産・サニー
- VQ25DD
  - 日産・セフィーロ
  - 日産・セドリック
  - 日産・グロリア
  - 日産・スカイライン
  - 日産・ステージア
- VQ30DD
- VR30DDTT
  - 日産・スカイライン
  - 日産・フェアレディZ（RZ34）
  - インフィニティ・Q60
- VQ35DD
- VQ38DD
- VK56VD
  - インフィニティ・M56
  - 日産・アルマーダ
  - 日産・パトロール
  - 日産・タイタン

### マツダ・DISI
- L3-VDT
  - CX-7
  - MPV
  - マツダスピードアテンザ
  - マツダスピードアクセラ
- LF-VD
  - アクセラ
  - プレマシー
  - ビアンテ
  - アテンザ
  - 日産・ラフェスタ ハイウェイスター

### トヨタ・D-4
- 3S-FSE（車種例：ST210コロナ(カリーナには非採用)、SXN10ナディア、SV50ビスタ）
- 1JZ-FSE/2JZ-FSE（車種例：JZX110系マークII/ヴェロッサ、プログレ/ブレビス、クラウン）
- 1AZ-FSE/2AZ-FSE（車種例：プレミオ/アリオン/カルディナ/アベンシス、ウィッシュ、アイシス、ノア/ヴォクシー、オーパ、ガイア）
- M15A-FKS（車種例：MXPA10系ヤリス/ヤリスクロス/GRヤリス"RS"、MXPC10系シエンタ、MZEA10系カローラ(日本・中国仕様)/カローラツーリング/レビン）

### スズキ・ブースタージェット
- K10C
  - スイフト
  - バレーノ
  - クロスビー
- K14C
  - スイフトスポーツ（ZC33S）
  - エスクード

## 2サイクルエンジンにおける直噴

### クランクケース圧縮式2ストロークエンジンの直噴化
有害な排出物の発生を抑えることができるため、直噴の恩恵は2ストロークエンジンにおいてより高まる。従来の2ストロークエンジンでは吸気時に排気口が同時に開くため、排気ガス中に未燃焼ガスが含まれ燃費の悪化にも繋がっていたが、直噴により解決する。
1950年代における市販化の試み
前述したとおり1951年に西ドイツで市販を始めたゴリアート・GP700Eとグートブロート・スーペリア700Eの2サイクル2気筒エンジンが市販乗用車のガソリン直噴方式として世界初のものであった。これはボッシュとエンジンメーカーの共同開発によるもので、ゴリアートでは25馬力のキャブレターモデルに対して29馬力に出力が向上し、最大トルク、燃費も改善した。噴射ポンプはクランク軸を用いた直接駆動で、エンジンオイルはガソリンに混合せず別個のオイルポンプから供給された。
1990年代以降のモーターサイクル
一般市販の自動二輪車では、イタリアのビモータによる「500 V-Due」（500 ブイ－ドゥエ）で採用され発売された。スピードメーターの目盛りも320 km/hまで刻まれており、500ccでありながら110馬力、トルクは9.0キロと当時のオートバイ専門誌でインパクトのある記事が掲載されていたが、実際には制御用コンピューターはじめ多くの点で技術的に不完全なところも多く、期待されていた性能は出なかったこともあり、モデルチェンジの際に通常のキャブレター仕様になっている。
低圧空気式と高圧式の2種類の直噴が2ストロークエンジンに使用されている。オーストラリアのオービタル社が燃料と空気の混合気を燃焼室に噴射するエンジンを開発した。空気は膨張して燃料は8μm径の油滴になる。他の直噴形式では油滴は20〜30μmである。オービタル社(Orbital Australia)のシステムはアプリリア、ピアジオ、プジョーとキムコのスクーターと船外機の製造企業であるマーキュリー社と東発によるボンバルディア向けに使用されている。
1990年代初頭、フィヒト社 (Ficht GmbH) は高圧噴射式の2サイクルエンジンを開発した。噴射装置は他に類を見ないもので、高圧ポンプを持たずに、閉鎖された燃焼室で噴射する充分な圧力を得る事ができるものだった。船外機の製造会社であるアウトボード・マリーン・コーポレーションが1995年に許諾を得て1996年から船外機を製造している OMC purchased a controlling interest in Ficht in 1998.。
ヤマハ発動機もまた、高圧直噴エンジンの船外機を開発した。
コロラド州立大学の支援を受けて非営利企業のEnviroFitは東南アジアにおける大気汚染を減らすため、オービタル社の開発した技術を基に2ストローク自動二輪向けの改造キットを開発した。（フィリピンなど、対策、TV映像）
。

世界保健機関 (WHO) は東南アジアと太平洋において大気汚染によって毎年、537,000人が死亡していると報告している、大気汚染の原因となる、1億台に及ぶ2ストロークエンジンのタクシーと自動二輪の排気ガスを改善する。。

### ユニフロースカベンジング式2ストロークガソリン直噴エンジンの可能性
2ストローク方式のレシプロ内燃機関は上記クランクケース圧縮式の他に、ルーツブロアによる強制掃気を行うユニフロースカベンジング式が存在する。かつては、バス・トラック用及び電気式ディーゼル機関車用として一世を風靡した中型高速ディーゼルエンジンの1形態であった。
クランクケース圧縮式同様吸気の吹き抜けが起き、またクランクケース圧縮式より構造上複雑になるため、市販車用のガソリンエンジンには使用されていない構造だった。しかし、直接噴射式であれば吸気吹き抜けによる未燃ガソリンの放出がなくなる。
この方式でガソリン直噴エンジンを開発するメリットとしては、4ストロークエンジンと比較した場合、従来キャブレター式やポート噴射インジェクター方式に比してトルク不足となることから、コンパクトカー・軽自動車クラスのエンジンの開発が難しかったが、爆発回数が倍になるためトルクが増しトルクの増大・小排気量化が可能となる。2ストロークエンジンとしては、クランクケース圧縮式と異なり、4ストローク機関と同等のクローズした潤滑系統になり、エンジンオイルを燃やすことがないため、排ガス浄化の面で有利になる。と言った点がある。
この事から1980年代後半から、BMW、トヨタ自動車、ダイハツ工業などが研究・開発を行っていた。
しかし、クランクケース圧縮式と異なり4ストロークエンジン同様のバルブ機構（排気のみ）があり、しかもSOHC化が難しくOHVに甘んじなければならない、また同一回転数での爆発回数が倍になることから回転数の限界が4ストロークエンジンに比べて低いなどのデメリットから、BMW、トヨタ自動車はエンジンの一応の完成まで見たものの、その後はその技術を4ストロークのリーンバーンエンジンへと応用したに留まった。ダイハツ工業は、2003年に車両本体まで完成したコンセプトモデルaiを東京モーターショーに参考出展するが、これも市販化には至っていない。

## ロータリーエンジンにおける直噴
マツダは、RX-8に搭載された13B-MSPエンジンをベースに直噴化の研究を進め、排気量を拡大させた16Xという直噴化を取り入れた試作エンジンを公表した。その後も開発が進められ、2023年1月に発表されたMX-30「eスカイアクティブR-EV」には、レンジエクステンダーとして新開発の830ccシングルローターの直噴ロータリーエンジンが搭載される。

## 参考リンク
- 次世代自動車用エンジンの主流　— ガソリン直噴 —